# Aroma

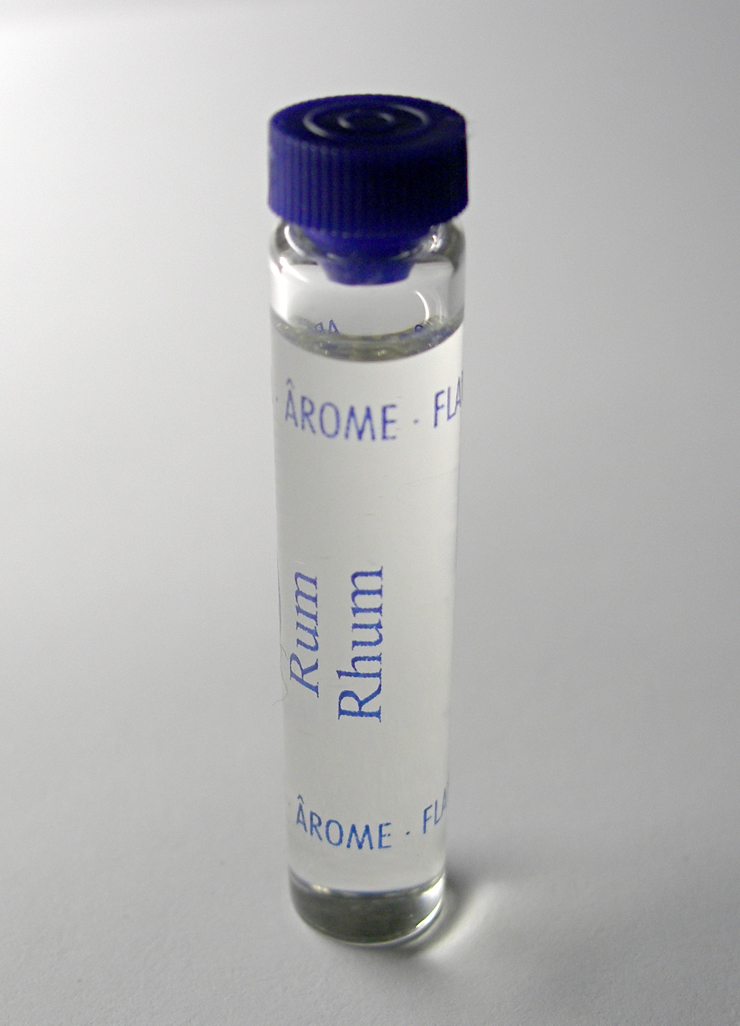
Rum-Backaroma in einer Ampulle

Als Aroma (altgriechisch ἄρωμα árōma, deutsch ‚Gewürz‘, ‚Duft‘, ‚Parfüm‘; Mehrzahl: Aromen oder Aromata) wird ein spezifischer Geruch oder ein Geschmack bezeichnet, der durch chemische Stoffe oder Stoffgemische hervorgerufen wird, die in Erzeugnissen wie etwa Lebensmitteln, Genussmitteln oder Arzneimitteln enthalten sein können.
Viele Aromen lassen sich auf bestimmte einzelne organische Verbindungen zurückführen. Diese Aromastoffe gehören im Einzelnen chemisch verschiedenen organischen Stoffklassen an. Häufig handelt es sich um Aromaten, Ester, Terpene, Alkylpyrazine, Aldehyde oder Ketone. Bei der Untersuchung eines Aromaprofils wird der Beitrag identifizierter Aromastoffe für den Gesamteindruck je durch einen Aromawert gekennzeichnet (siehe Aromawertkonzept). Wird das Aroma durch einen Aromastoff besonders geprägt, wird dieser als Schlüsselaromastoff bezeichnet.
Weicht das Aroma eines Lebensmittels vom typischen Aroma ab, spricht man von Fehlaroma.
Oftmals sind Industrie-Erzeugnissen konzentrierte Lösungen von Geruchsstoffen beigemengt, um aus Kostengründen die Verwendung natürlicher Produkte zu umgehen oder um ein aromakonstantes Produktideal trotz natürlicher Schwankungen zu erreichen. Wenn das Eigenaroma des Erzeugnisses nicht ausreicht, werden deshalb natürliche oder naturidentische Aromastoffe als Lebensmittelzusatzstoff verwendet. Manche Geschmacksrichtungen können sehr gut mit Aromen nachgebildet werden, für einige andere gilt dies (noch) nicht.
Aufgrund meteorologischer und politischer Einflüsse kann es bei natürlichen Aromen zu starken Schwankungen in der Qualität und bei den erhältlichen Mengen kommen (siehe hierzu Vanille). Die Herstellung von Aromastoffen gewinnt wirtschaftlich zunehmend an Bedeutung, was insbesondere an der Verwendung in industriell verarbeiteten und verpackten Nahrungsmitteln liegt. Im Jahr 2011 wurden weltweit rund 10,6 Mrd. US-$ mit Aromastoffen umgesetzt, sowohl natürlich gewonnenen als auch synthetisch hergestellten. Zwischen diesen Untergruppen variieren die Preise stark für das jeweilige Aroma.
Zur qualitativen und quantitativen Charakterisierung der Aromastoffe findet die Kopplung der Kapillargaschromatographie mit der Massenspektrometrie Verwendung.
| Strukturformel des Schlüsselaromastoffs | Aromaprägend für |
| --------------------------------------- | ---------------- |
|                                         |                  |
|                                         |                  |
|                                         |                  |

## Herstellung/Gewinnung
Aromastoffe lassen sich auch mit sogenannten nicht-natürlichen Verfahren gewinnen. Dabei nutzt man geeignete Rohstoffe, um mithilfe chemischer Prozesse Aromen zu erzeugen. Ein Beispiel dafür ist Lignin – ein Bestandteil pflanzlicher Zellwände, wie er etwa in Holz vorkommt. Dieses kann chemisch in Vanillin umgewandelt werden. Eine weitere Möglichkeit ist die Synthese. Hierbei werden Aromastoffe aus verschiedenen Ausgangsstoffen Schritt für Schritt künstlich zusammengesetzt. Die so hergestellten Stoffe sind meist chemisch identisch mit natürlichen Aromastoffen, wie zum Beispiel Vanillin, das auch in Vanilleschoten vorkommt. Es gibt jedoch auch synthetische Aromen, die in der Natur gar nicht existieren – ein Beispiel dafür ist Ethylvanillin, ein künstlich hergestellter Aromastoff ohne natürliches Vorbild.
Aber es kommen auch viele Aromastoffe von Natur aus in pflanzlichen oder tierischen Materialien vor und lassen sich deshalb relativ leicht daraus gewinnen. Dazu setzen Hersteller verschiedene physikalische Verfahren ein:
Extraktion: Hierbei wird ein Lösungsmittel – oft Alkohol – verwendet, um Aromastoffe aus natürlichen Rohstoffen wie etwa Wurzeln herauszulösen. Die Aromastoffe gehen dabei vom festen Material in die Flüssigkeit über. Durch Erhitzen kann dieser Vorgang beschleunigt werden – ähnlich wie beim Aufbrühen von Kaffee oder Tee. Am Ende entsteht ein natürliches Gemisch aus verschiedenen flüchtigen und nicht flüchtigen Substanzen. Mithilfe von Destillation können daraus einzelne Aromastoffe isoliert werden.
Destillation: Dieses Verfahren nutzt die unterschiedlichen Siedepunkte der Bestandteile eines Flüssigkeitsgemischs. Dabei wird das Gemisch – zum Beispiel Nelkenöl – in einer geschlossenen Anlage langsam erhitzt. Der entstehende Dampf wird aufgefangen, abgekühlt und dadurch wieder verflüssigt. Das Ergebnis ist ein Kondensat, das nur noch den gewünschten Aromastoff – etwa Eugenol – enthält.
Wenn die Gewinnung aus natürlichen Quellen zu aufwendig oder teuer ist oder es nicht genügend Rohstoffe gibt, greifen Hersteller auf biotechnologische Methoden zurück:
Fermentation: Bei diesem Verfahren produzieren Mikroorganismen – wie Essigsäurebakterien – Aromastoffe oder helfen mithilfe von Enzymen bei deren Bildung. Meist dient eine zuckerhaltige Lösung als Grundlage, die dann durch die Mikroorganismen in den gewünschten Aromastoff umgewandelt wird. Solche Prozesse kennt man auch vom Bierbrauen, Brotbacken oder der Herstellung von Sauerkraut, wo Hefen oder Milchsäurebakterien die typischen Aromen erzeugen. Nach der Fermentation wird der Aromastoff ebenfalls durch ein physikalisches Verfahren abgetrennt.

## Sensorische Wahrnehmung
Aromen werden im Wesentlichen durch den Geruchssinn wahrgenommen, indem bei der Nahrungsaufnahme flüchtige Aromastoffe über die Rachen-Nasen-Verbindung an die Sinneszellen der Riechschleimhaut in der Nasenhöhle gelangen. Die Riechschleimhaut enthält beim Menschen etwa zehn Millionen Riechzellen, die sich ihrem Geruchsrezeptor nach in etwa 350 Rezeptortypen unterscheiden lassen, deren jeder durch eine bestimmte molekulare Struktur eines Geruchsstoffs erregt wird. Durch die gleichzeitige Erregung verschiedener Typen von Rezeptorzellen ist eine weitaus höhere Anzahl verschiedener Geruchs-Empfindungen möglich, und davon kann der Mensch einige Tausend zu unterscheiden lernen.
Der auf der Zunge lokalisierte Geschmackssinn kann dagegen nur fünf Geschmacksrichtungen erkennen (süß, sauer, salzig, bitter und umami). Hinzu kommt noch die geschmackliche Schärfe, die über Wärme- und Schmerzsensoren wahrgenommen wird und daher nicht zu den Geschmacksrichtungen im engeren Sinn gerechnet wird.

## Entstehung von Aromastoffen

### In Gemüse
In Gemüse werden Aromastoffe oft erst beim Zerstören der Zellstrukturen beim Verarbeiten gebildet. Dabei werden Enzyme frei, durch die aus verschiedenen Vorläufermolekülen Aromastoffe gebildet werden. Ein alltägliches Beispiel ist das Aroma von Knoblauch und Zwiebeln, das erst nach dem Schneiden deutlich zu vernehmen ist. Dadurch, dass manche Enzyme nur in bestimmten Gemüsesorten vorkommen, können dann charakteristische Aromastoffe entstehen.

### In Früchten
In Früchten entstehen die meisten Aromastoffe, wenn der Stoffwechsel während der Reifungsphase von anabol auf katabol umgestellt wird. Dann werden je nach Stoffwechselweg verschiedene Biomoleküle abgebaut, wobei Aromastoffe gebildet werden. Durch das Zerkleinern von Früchten wird die Aromastoffsynthese abgebrochen und es treten ähnlich wie beim Gemüse enzymatisch gesteuerte Reaktionen auf. Dadurch können schon bestehende Aromastoffe zu neuen Aromastoffen weiterreagieren. Daher unterscheiden sich die Aromen von Früchten und Fruchtsäften in der Regel.

### Durch Erhitzen
Hauptsächlich verantwortlich für die Entstehung von Aromastoffen beim Erhitzen ist die Maillard-Reaktion. Dabei reagieren Amin-Verbindungen (meist Aminosäuren) mit reduzierenden Verbindungen (meist reduzierende Zucker) und entstehen in vielen aufeinanderfolgenden Reaktionen zahlreiche Aromastoffe wie z. B. Pyrazine.
Daneben können besonders bei höheren Temperaturen weitere Aromastoffe durch pyrolytische Zersetzung gebildet werden.

## Handhabung der Aromen
Damit man Aromen in Lebensmitteln besser anwenden und dosieren kann, sind sie in der Regel mit Trägersubstanzen oder Lösungsmitteln vermischt, beispielsweise mit Stärke, Milchzucker oder Alkohol. Manche Aromen enthalten aus technologischen Gründen auch Lebensmittelzusatzstoffe, wie zum Beispiel Emulgatoren oder Antioxidantien. Diese Zusatzstoffe dürfen nur eingesetzt werden, wenn sie auf ihre Unbedenklichkeit hin überprüft wurden und der Gesetzgeber sie zugelassen hat.

## Gesetzliche Definitionen
Die Verordnung (EG) Nr. 1334/2008 (Aromenverordnung) unterteilt Aromen in sechs verschiedene Kategorien: Aromastoffe, Aromaextrakte, thermisch gewonnene Reaktionsaromen, Raucharomen, Aromavorstufen und sonstige Aromen.

### Aromastoffe
Aromastoffe sind chemisch definierte Stoffe mit Aromaeigenschaften. In der Natur wurden bislang etwa 10.000 Aromastoffe identifiziert. Die Aromenindustrie verwendet etwa 2.500 Aromastoffe. Generell lassen sich Aromastoffe in zwei Unterkategorien unterteilen:
- Synthetische Aromastoffe entstehen mithilfe synthetischer Verfahren. Bei ihnen handelt es sich entweder um naturidentische Aromastoffe oder künstliche Aromastoffe. Die naturidentischen Aromastoffe folgen einem Vorbild in der Natur und entsprechen in ihrer Molekularstruktur ebendiesem Vorbild, z. B. synthetisch hergestelltes Vanillin. Künstliche Aromastoffe hingegen haben kein Vorbild in der Natur. Im Gegensatz zur früheren Aroma-Richtlinie 88/388 unterscheidet die neue Aromenverordnung nicht mehr zwischen naturidentischen und künstlichen Aromastoffen. Bis zur Geltung der europäischen Positivliste am 22. April 2013 gestattete Deutschland nur 15 künstliche Aromastoffe für den Einsatz in Lebensmitteln, z. B. Ethylvanillin.
- Natürliche Aromastoffe sind Aromastoffe, die durch gesetzlich festgelegte physikalische (z. B. Destillation und Extraktion), enzymatische oder mikrobiologische Verfahren gewonnen werden. Ausgangsmaterialien für die Herstellung können pflanzlichen, tierischen oder mikrobiologischen (z. B. Hefen) Ursprungs sein; sowohl die Ausgangsstoffe als auch die Herstellungsverfahren sind natürlich. Natürliche Aromastoffe müssen in der Natur nachgewiesen worden sein. Zu den natürlichen Aromastoffen gehört zum Beispiel natürliches Vanillin.

Die Europäische Behörde für Lebensmittelsicherheit (EFSA) hat alle natürlichen und synthetischen Aromastoffe auf ihre Unbedenklichkeit geprüft. Die in der EU einsetzbaren Stoffe sind in einer Positivliste aufgeführt (früher Verordnung (EU) Nr. 872/2012, heute Anhang I, Teil A der Verordnung (EG) Nr. 1334/2008). Stoffe, deren Sicherheit nicht positiv bewertet wurde, wurden dagegen gestrichen oder in den Anhang III Teil A Stoffe, die Lebensmitteln nicht als solche zugesetzt werden dürfen der Verordnung (EG) Nr. 1334/2008 aufgenommen.

### Aromaextrakte
Aromaextrakte sind komplexe Gemische natürlicher Aromastoffe. Zum Beispiel gibt es Extrakte aus Früchten, Gewürzen, Kräutern, Fleisch, Fisch und Gemüse. Sie werden genauso gewonnen wie natürliche Aromastoffe und unterliegen den gleichen gesetzlichen Anforderungen.

### Thermisch gewonnene Reaktionsaromen
Thermisch gewonnene Reaktionsaromen entstehen durch kontrolliertes Erhitzen zucker- und stickstoffhaltiger Zutaten (z. B. Traubenzucker mit Rindfleischextrakt). Das Aroma bildet sich, wie etwa beim Backen von Brot oder dem Braten von Fleisch, erst durch Erhitzen.

### Raucharomen
Raucharomen entstehen, wenn Rauch in Wasser kondensiert, d. h. aufgefangen wird. Um Raucharomen herzustellen, müssen Hersteller bestimmte gesetzliche Bedingungen hinsichtlich Temperatur, Wassergehalt des Holzes und Luftzufuhr einhalten und streng kontrollieren.

### Aromavorstufen
Aromavorstufen (zum Beispiel Kohlenhydrate oder Aminosäuren) besitzen keine oder nur bedingt eigene geruchs- oder geschmacksgebende Eigenschaften. Sie entwickeln diese aber durch Reaktion mit anderen Bestandteilen während der Lebensmittelherstellung.

### Sonstige Aromen
Sonstige Aromen sind diejenigen Aromen, die nicht unter die vorgenannten Kategorien fallen, wie etwa grillähnliche Aromen, die durch Erhitzen von Pflanzenölen hergestellt werden.

## Kennzeichnungen von Aromen

### Europäische Aromenverordnung
Die europäische Aromenverordnung regelt die Kennzeichnung von Aromen. Das gilt für den Verkauf von Aromen an die Lebensmittelindustrie oder an Endverbraucher (z. B. Vanillinzucker oder Backaromen) sowie für die Bezeichnung von Aromen in der Zutatenliste von Lebensmittelverpackungen.
Der Begriff „Aroma“ kann immer verwendet werden, wenn das Lebensmittel eine oder mehrere der sechs gesetzlich definierten Aromakategorien enthält. Es ist auch möglich, das Aroma genauer zu bezeichnen (Orangenöl) bzw. zu beschreiben (Erdbeeraroma). Die Zugabe von Koffein und Chinin muss immer gesondert gekennzeichnet werden. Dies gilt auch für Raucharomen, sofern sie dem Lebensmittel einen Räuchergeschmack verleihen.

### Natürliche Aromen
Die europäische Aromenverordnung stellt besondere Anforderungen an die Verwendung des Begriffs „natürlich“. Diese gelten gleichermaßen für die Kennzeichnung durch den Aromenhersteller wie auch für die Bezeichnung von Aromen in der Zutatenliste von Lebensmitteln. Grundsätzlich darf der Begriff „natürlich“ nur dann verwendet werden, wenn das Aroma ausschließlich Aromaextrakte oder natürliche Aromastoffe enthält. Synthetische Aromastoffe, thermisch gewonnene Reaktionsaromen, Raucharomen, Aromavorstufen oder sonstige Aromen dürfen daher nicht mit dem Zusatz „natürlich“ versehen werden. Auch pflanzliches Eiweißhydrolysat, das als „Würze“ oder „Brühe“ deklariert wird, ist im Sinne der Aromenverordnung keine natürliche Zutat.
Im Sinne des vom Gesetzgeber angestrebten verbesserten Verbraucherschutzes sollten bei der Verwendung des Begriffes „natürlich“ die Ausgangsstoffe des Aromas (z. B. Erdbeere oder Vanille) genannt werden, es sei denn diese sind im Aroma oder Geschmack des Lebensmittels nicht erkennbar. Am Beispiel „Erdbeere“ lassen sich folgende Kennzeichnungsoptionen unterscheiden:
- „Natürliches Erdbeeraroma“: Ein solches Aroma stammt entweder ausschließlich aus Erdbeeren (z. B. Erdbeerextrakt) oder mindestens zu 95 % aus Erdbeeren. Die verbleibenden 5 % sind natürliche Aromastoffe oder Aromaextrakte, die nicht aus Erdbeeren stammen. Diese zusätzlichen Aromen dürfen auch nur abrundend wirken und den eigentlichen Geschmack nicht deutlich verändern.
- „Natürliches Erdbeeraroma mit anderen natürlichen Aromen“: Bei einem solchen Aroma liegt der Anteil aus Erdbeeren unter 95 %. Dem Aroma können natürliche Aromastoffe oder Aromaextrakte, die nicht aus der Erdbeere stammen, beigefügt werden. Allerdings muss der Geschmack der aus Erdbeere stammenden Aromabestandteile leicht erkennbar sein.
- „Natürliche Aromastoffe“: Bei einem solchen Aroma sind keine extrahierten Bestandteile der Erdbeere und auch keine sonstigen Aromaextrakte enthalten. Das Aroma wurde ausschließlich aus natürlichen Aromastoffen hergestellt. Eine Bezugnahme auf den Geschmack der Erdbeere ist nicht erlaubt.
- „Natürliches Aroma“: Ein solches Aroma enthält natürliche Aromastoffe oder Aromaextrakte, die aus verschiedenen Ausgangsstoffen stammen. Es schmeckt nach Erdbeere, wurde aber nicht oder nur zu einem geringen Teil aus Erdbeeren gewonnen. Auch hier ist eine Bezugnahme auf den Geschmack der Erdbeere nicht erlaubt.

Selbst wenn ein Aroma die Voraussetzungen für die Verwendung des Begriffes „natürlich“ erfüllt, darf der Aromenhersteller oder Lebensmittelhersteller das betreffende Aroma lediglich als „Aroma“ kennzeichnen oder eine entsprechende genauere Bezeichnung/Beschreibung verwenden. Ein „natürliches Erdbeeraroma“ oder „natürliches Erdbeeraroma mit anderen natürlichen Aromen“ könnte folglich auch als „Aroma“ gekennzeichnet werden. Die Verwendung des Begriffes „Aroma“ in der Zutatenliste ist also nicht automatisch mit der Verwendung synthetischer Aromastoffe gleichzusetzen.
Der Zusatz von künstlichen Aromen anstelle von natürlichen Aromen (oder zusätzlich) kann durch eine enantioselektive Analyse qualitativ und quantitativ nachgewiesen werden. Dabei wird das Enantiomerenverhältnis genutzt, die Eigenschaft vieler Naturstoffe, dass einzelne Aromastoffe in einer charakteristischen Verteilung ihrer Enantiomere (das sind stereoisomere chemische Verbindungen, siehe auch Chiralität) vorkommen. Diese Analytik dient vor allem zur Prüfung von natürlichen Fruchtaromen und mit natürlichen Fruchtaromen aromatisierten Lebensmitteln. Damit kann festgestellt werden, ob die Produkte entsprechend den Vorschriften gekennzeichnet sind und ob nur natürliche Aromastoffe vorliegen.

## Aromastoffverzeichnisse
Eines der umfassendsten Verzeichnisse organischer Geschmacksstoffe wurde bereits 1914 von Georg Cohn vorgelegt.
Die Europäische Kommission hat ein Verzeichnis erstellt, das alle in der EU verwendeten Aromastoffe gruppiert.
Am 1. Oktober 2012 hat die EU-Kommission nun eine Liste der in der EU zugelassenen Aromastoffe (Unionsliste) veröffentlicht. Diese ist am 22. April 2013 in Kraft getreten und ist nach Ablauf der in der Verordnung (EG) Nr. 1334/2008 (Aromenverordnung) genannten Übergangsfrist von 18 Monaten für alle in der EU hergestellten Aromen verbindlich. Nach dieser Übergangsfrist am 22. Oktober 2014 dürfen nur noch Aromen in Verkehr gebracht werden, die aus den in dieser Unionsliste aufgeführten Stoffen hergestellt werden. Bestandteile von Aromen aus den Kategorien „Aromaextrakte“ (soweit aus Lebensmitteln hergestellt) und „thermisch gewonnene Reaktionsaromen“ (soweit die genannten Herstellungsbedingungen eingehalten wurden) brauchen nicht in der Unionsliste registriert worden sein. Aromen und Lebensmittel, die nicht dieser Verordnung entsprechen, dürfen aber noch bis zum Ablauf des jeweiligen Mindesthaltbarkeitsdatums verbraucht werden.

## Stereochemie
Da die Geschmackssensoren (Rezeptoren) chiral sind, besitzen Enantiomere in der Regel einen unterschiedlichen Geschmack. So schmecken die meisten D-Aminosäuren süß, während die L-Aminosäuren bitter oder fast geschmacklos sind. Der Dipeptidmethylester Aspartam schmeckt nur dann süß, wenn beide am molekularen Aufbau beteiligten Aminosäuren L-konfiguriert sind. Das Terpen (S)-Carvon riecht nach Kümmel, während (R)-Carvon minzig riecht. Die Linksform des Terpens Limonen riecht nach Zitrone, die Rechtsform nach Orange.
Auch die Geruchsschwelle ist bei Enantiomeren und anderen Stereoisomeren in der Regel verschieden. Ein eindrucksvolles Beispiel liefern die acht Stereoisomere des Weinlactons. Alle haben unterschiedliche Geruchsschwellenwerte, die sich um den Faktor 1.000.000.000 unterscheiden.
In der Natur werden oft einzelne Enantiomere bevorzugt mit einem bestimmten Enantiomerenüberschuss gebildet, während synthetisch hergestellte Aromastoffe oft als Racemat anfallen und aus wirtschaftlichen Gründen nicht weiter getrennt werden. Daher kann in einigen Fällen die Verwendung von synthetischen Aromastoffen durch eine enantiomerenselektive Analyse (z. B. durch Gaschromatographie mit chiraler Phase) festgestellt werden.

## Toxine in Aromen
Für folgende durch aromatisierende Stoffe dem Lebensmittel zugeführte Verbindungen wurden gesetzliche Mengenbeschränkungen eingeführt, da sie toxisch wirken können:
- Agaricinsäure (bis 19. Januar 2011, danach entfernt)
- Aloin (bis 19. Januar 2011, danach entfernt)
- β-Asaron
- Berberin (bis 19. Januar 2011, danach entfernt)
- Chinin
- Coffein
- Cumarin
- Blausäure
- Estragol (ab 20. Januar 2011 hinzugefügt)
- Hypericin (bis 19. Januar 2011, danach entfernt)
- Menthofuran (ab 20. Januar 2011 hinzugefügt)
- Methyleugenol (ab 20. Januar 2011 hinzugefügt)
- Pulegon
- Quassin
- Safrol
- Santonin (bis 19. Januar 2011, danach entfernt)
- Teucrin A (ab 20. Januar 2011 hinzugefügt)
- Thujon

Es handelt sich dabei ausschließlich um Stoffe, die nicht durch entsprechende Verfahren aus dem Aroma entfernt werden konnten. Die meisten dieser Toxine werden von den Pflanzen, dem Ausgangsstoff der meisten Aromen, selbst gebildet, um sich vor natürlichen Feinden zu schützen.
Mit Geltung der neuen EU-Aromenverordnung am 20. Januar 2011 werden die Stoffe Agaricinsäure, Aloin, Berberin, Hypericin und Santonin keiner Höchstmengenbeschränkung mehr unterworfen, stattdessen werden die Stoffe Estragol, Methyleugenol, Teucrin A und Menthofuran neu aufgenommen.
Die neue Verordnung (EG) Nr. 1334/2008 (EU-Aromenverordnung) regelt in ihrem Anhang III, Teil B, welche Höchstmengen von diesen natürlich enthaltenen, aber unerwünschten Toxinen in welchen Lebensmitteln enthalten sein dürfen. Für alle anderen Lebensmittel gibt es keine generellen Höchstmengen mehr. Hier wird die Verantwortung auf den Hersteller der Lebensmittel übertragen, der nach Art. 14 der EG-Basis-VO 178/2002 beachten muss, wonach Lebensmittel „sicher“ sein müssen.
Eine Besonderheit bei den Toxinen stellt das Capsaicin (Schärfestoff der Chili-Schote) dar, welches als Reinsubstanz Lebensmitteln in keiner Form zugesetzt werden darf, über die Quelle des Chili-Extrakts aber unbeschränkt erlaubt ist.

## Schlüsselaromastoffe
In der Lebensmittelchemie bezeichnet man Schlüsselaromastoffe, die das charakteristische Aroma einzelner Lebensmittel prägen, mit dem englischen Begriff character impact compounds, z. B. Vanillin als Träger des Aromas der Gewürzvanille oder das Himbeerketon.
Beispiele:
| Stoff                                    | Aroma-Charakter       | Vorkommen (Beispiel)        | Beleg   |
| ---------------------------------------- | --------------------- | --------------------------- | ------- |
| (R)-Limonen                              | Zitrus                | Orangensaft                 | [ 11 ]  |
| Thioterpineol                            | Pampelmuse/Grapefruit | Grapefruitsaft              | [ 11 ]  |
| Benzaldehyd                              | Bittermandel          | Mandeln, Kirschen, Pflaumen | [ 11 ]  |
| Neral/Geranial                           | Zitrone               | Zitronen                    | [ 11 ]  |
| Himbeerketon                             | Himbeere              | Himbeeren                   | [ 11 ]  |
| (R)-(−)-1-Octen-3-ol                     | Pilz                  | Champignons, Camembert      | [ 11 ]  |
| (E,Z)-Nona-2,6-dienal                    | Gurke                 | Gurken                      | [ 11 ]  |
| Geosmin                                  | erdig                 | Rote Bete                   | [ 11 ]  |
| Filberton                                | nussig                | Haselnüsse                  | [ 11 ]  |
| 2-Furfurylthiol                          | geröstet              | Kaffee                      | [ 11 ]  |
| 4-Hydroxy-2,5-dimethyl-3(2H)-furanon     | Karamell              | Kekse, Dunkelbier, Kaffee   | [ 11 ]  |
| 2-Acetyl-1-pyrrolin                      | geröstet              | Weißbrot-Kruste             | [ 11 ]  |
| Isopentylacetat (Bananenöl, Birnenether) | Banane, Birne         | Bananen, Birnen             | intern, |
| 2-Methylbuttersäureethylester            | Apfel                 | Äpfel                       | intern  |